# Manihot jacobinensis
Manihot jacobinensis är en törelväxtart som beskrevs av Johannes Müller Argoviensis. Manihot jacobinensis ingår i släktet Manihot och familjen törelväxter. Inga underarter finns listade i Catalogue of Life.